# Waltruda
Waltruda také Waudru, Waldetrudis, Valdetrudis či Waltrudis (612 Cousolre - 9. dubna 686 či 688 Mons) byla franská řeholnice, zakladatelka kláštera v Mons a sestra svaté Aldegundy. Je svatou římskolatolické církve a patronkou belgického města Mons, v němž se nachází středověký kolegiátní kostel, který nese její jméno.

## Životopis
Waltruda se narodila ve městě Cousolre v severní Francii do bohaté a vlivné šlechtické rodiny. Podle Albana Butlera byla sestrou svaté Aldegundy, zakladatelky opatství Maubeuge. Provdala se za Vincenta Madelgaria, hraběte z Hainaultu. V manželství Vincentem se narodily čtyři děti, Aldetruda, která se stala abatyší opatství Maubeuge, Landerik, který byl biskupem v Paříži, Madelberta z Maubeuge, která následovala sestru Aldetrudu jako abatyše opatství Mauberge a Dentelin.
V roce 656 se stala jeptiškou a zakladatelkou kláštera Sainte-Waudru, kolem něhož vyrostlo město Mons.
Její biografie ji oslavuje za „zbožný záměr osvobodit zajatce, kdy domluvila výkupné, odvážila stříbro... když byli zajatci za výkupné z její vlastní peněženky propuštění, vrátili se ke svým rodinám a do svých domovů.“
Relikviář svaté Waltrudy je uložen v kolegiátním kostele svaté Waltrudy v Mons. Každý rok, v rámci festivalu Ducasse de Mons, o slavnosti Nejsvětější Trojice je relikviář umístěn na zlatý vůz, a tažený koňmi ulicemi města.
Oba její rodiče Waldebert a Bertille i její sestra Aldegunda byli kanonizováni. Také její manžel a její čtyři děti byly také prohlášeny za svaté.